# 真マジンガーZERO
『真マジンガーZERO』（しんマジンガーゼロ）は、原作：永井豪、脚本：田畑由秋、作画：余湖裕輝による日本の漫画。本項では、続編『真マジンガーZERO vs 暗黒大将軍』（しんマジンガーゼロ バーサス あんこくだいしょうぐん）についても解説する。

## 概要
当初はアニメ『真マジンガー 衝撃! Z編』（以降、『衝撃! Z編』）の「サポート連載」と称して連載が開始された。しかし、ストーリーは本作オリジナルで、漫画・アニメ『マジンガーZ』を原作とする以外に『衝撃! Z編』との共通点は少ない。
『衝撃! Z編』同様、スター・システム方式を採用しており、『マジンガーZ』だけでなく『あばしり一家』『キューティーハニー』『へんちんポコイダー』など、他の永井豪作品からのキャラクターも多数登場している。また、作中には『衝撃! Z編』の後期主題歌を歌ったJAM Projectの楽曲の歌詞が台詞やモノローグという形で多く使われている。
『チャンピオンRED』（秋田書店）で2009年6月号 - 2012年12月号に連載された後、続編『真マジンガーZERO vs 暗黒大将軍』が2013年1月号にプロローグ掲載を経て同年2月号 - 2016年1月号に連載。

## ストーリー

### 真マジンガーZERO
魔神と化し、人類を滅亡させるスーパーロボット・マジンガーZ。そんな滅亡の歴史を変えるため、自身の意識を何度となく過去へと送り続ける女性型アンドロイド・ミネルバX。
変わり続ける歴史の中でマジンガーZのパイロット・兜甲児は、ある時は魔神と化したマジンガーZに取り込まれ、ある時は乗ることさえもできずに何度もバッドエンドを繰り返す。数多の失敗を経てミネルバが諦めかけた時、ついに甲児が魔神に飲み込まれることなくマジンガーZに乗り込んでいる歴史が訪れた。
人間離れした身体能力を持つ甲児、これまでの世界では高い確率で死んでいた者の生存、そして平和な学園生活。この世界こそが目指していた、破滅を回避しうる歴史を辿っているのだと確信しかけたミネルバに突き付けられたのは、Dr.ヘル率いる機械獣軍団により10日間で50億の人類が殺され、光子力バリアで覆われた半径200kmのエリアにしか人類の生存圏が残されておらず、しかもその戦いの中で甲児が一度は死に、全身サイボーグとして蘇っていたという過酷な真実だった。
ミネルバがこの世界と仲間を守って戦う決意を新たにしたその時、Dr.ヘルの軍勢が一斉攻撃を開始した。甲児の操るマジンガーZ、そしてその仲間達の奮闘で一度は撃退したかに見えたが、ブロッケンの決死の潜入により光子力バリアは破壊されてしまう。これを機と見たDr.ヘルは、空中要塞と化した拠点・バードス島を巨大機械獣・ゴードンヘルへと変え、最終決戦を挑んできた。
ミネルバは新型の光子力バリア発生装置と一体化し、傷付いたマジンガーZ修復の時間を稼ぐ。そして甲児たちに、これまで繰り返されてきた人類滅亡の歴史の真実を開示するのだった。
甲児は応急修理を施したマジンガーZで最終決戦を挑むが、全長10km超の巨体を誇るゴードンヘルの前に苦戦を強いられる。その中でマジンガーZは、ついに魔神の力・魔神パワーを目覚めさせてしまう。その圧倒的な力に飲まれそうになる甲児だったが、ミネルバの呼び掛けにより意識を保ったまま魔神パワーを制御することになんとか成功する。
ゴードンヘルの猛攻の中、次々と魔神パワーを解き放っていくマジンガーZ。しかし、完全な魔神化を引き起こさないために7つの魔神パワーの6つ目までで戦う甲児は、次第に追い詰められていく。その甲児とマジンガーZを救おうと光子力バリアから飛び出した、さやかとアルテミスA。さやかの強い覚悟を受け止めた甲児は、2人で最後まで戦い抜く決意を新たにするが、遂に満身創痍となり絶体絶命の状態に陥る。
とどめとして放たれる、ゴードンヘルの正拳突き。それを押しとどめたのは、超巨大なロケットパンチ。これまでに消えた歴史、差異次元の甲児とマジンガーZの力だった。それは仲間達の、そして生き残っていた全世界の人々の想いを受けて超合金Zとして実体化、無数のロケットパンチとしてゴードンヘルを宇宙へと吹き飛ばす。そして実体化した無数のマジンガーZによる全方位からのブレストファイヤー・ダイナミックファイヤーノヴァ、トドメの光子力ビームでゴードンヘルとDr.ヘルは滅びた。
マジンガーZは魔神となることなく、遂に世界を救ったのだ。

### 真マジンガーZERO vs 暗黒大将軍
数え切れない程の絶望を何度も乗り越え、ついに訪れた平和な日々。ミネルバは、甲児やさやか達とともに穏やかな時間を過ごしていた。そんな中、世界各地では差異次元の影響からか奇妙な事象が起き始め、甲児たちの前にも謎の預言者が現れ、新たな敵への警告を促していた。
そして遂に新たな敵、暗黒大将軍率いるミケーネ帝国が姿を現した。古代ミケーネ人がマシンと融合した戦闘獣の力は圧倒的で、世界各地のスーパーロボットのみならずマジンガーZまでもが超合金Zを無力化されて大きな損傷を受けてしまう。さらに、平和な日々に戻るためにほぼ生身の体となっていた甲児も瀕死の重傷を負ってしまった。
大手術でなんとか一命を取り留めた甲児は、事態を把握するために謎の預言者を探し、先の戦闘で廃墟となった街で再会を果たす。その正体は、この世界では既に死んでおり、多次元融合でこの世界に現れた甲児の父・兜剣造だった。彼は元の世界では暗黒大将軍率いるミケーネ帝国との戦いの準備を進めており、そして多次元融合でこの世界にも暗黒大将軍が現れると予想していたという。その最中、戦闘獣襲来の報を受けた剣造は、暗黒大将軍に対する切り札を持っているが完成までにあと24時間かかること、マジンガーZの魔神化を避けるために甲児はこれ以上出撃しないように告げて姿を消した。
光子力研究所に戻った甲児たちは、光子力バリアで24時間を凌ごうとしたが、超合金Zを無力化したミケーネ帝国の科学力であっさりと破られてしまう。重傷をおしてマジンガーZで出撃しようとする甲児だったが、今こそ自分たちが甲児を支えるべきというボスによって気絶させられてしまう。半日後、甲児が目を覚ました時には、研究所の地上施設は壊滅、特殊隔壁で守られた地下施設も大半が破られていた。多数の職員たちが殺され、弓教授やボスたちも命を落とし、さやかも死に瀕する中、甲児は遂にマジンガーZで出撃するが、十数体に及ぶ戦闘獣の圧倒的な力の前にも魔神化を選ばないマジンガーZはなす術もなくやられてしまう。さらに暗黒大将軍が遂に姿を現し、絶体絶命の状況で甲児は気を失う。
その状況を目にした兜剣造は、まだ未完成の切り札・剣鉄也とグレートマジンガーの投入を決意する。自在に変形する超合金ニューZで作られたグレートマジンガーは、戦闘獣の攻撃を意にも介さず圧倒的なパワーで一蹴し、暗黒大将軍との一騎討ちを始める。
その最中、大破していたマジンガーZに異変が起こる。グレートマジンガーの力を脅威と認め、甲児の意志を無視して魔神化を始めたのだ。そして甲児も、差異次元で鉄也に抱いていた感情に突き動かされるようにグレートマジンガーとの戦闘を始めてしまう。そして激しいぶつかり合いの中、マジンガーZは遂に第7の魔神パワーを開放し、甲児を取り込み始めてしまう。甲児は鉄也にわび、さやかとミネルバがこの状況を打開する鍵と言い伝えて取り込まれてしまう。完全に魔神と化したマジンガーZは、自らを「唯一無二のスーパーロボット・マジンガーZERO」と名乗る。
その力によって地球が滅亡に向かう中、鉄也はさやかとミネルバに甲児の言葉を伝える。その直後、さやかとミネルバは仮想空間で甲児とマジンガーZの意志と邂逅する。魔神化の影響で差異次元すべての記憶を持つという甲児の意識は、このループを抜け出すための作戦を2人に伝える。現実に意識を戻したさやかとミネルバに作戦を伝えられた鉄也は、マジンガーZEROとの戦いを再開する。激しい戦いの中、グレートブースターと合体したグレートマジンガーは、魔神パワーを呼び起こしグレートマジンカイザーへと変貌する。カイザーは鋭い剣撃でZEROに迫るが、決定的な一太刀を入れることができない。そこに、戦いに巻き込まれ瀕死に陥っていた暗黒大将軍の一撃が入り、その隙を突いてカイザーはZEROに肉薄することに成功する。
しかし、ここでZEROの力が完全にカイザーを凌駕する。至近距離からのブレストファイヤーでカイザーは大破するも、鉄也は最後の力でZEROのキャノピーを破壊、その役目を果たす。作戦とは、イレギュラーで全ての記憶を持った甲児の意識を光子ルストハリケーンで過去に送ることで、このループの打破を狙うというものだったのだ。破壊されたキャノピーに取り付いたものの、また自分の存在が忘れられるのではないかと恐れるミネルバに対し、甲児は全てを決して忘れないと約束し、光子の塵となった。
ミネルバもまた自身の意識を光子に変えて過去に戻るが、起動するとそこはいつものようにミネルバが製作された直後ではなく、兜剣造の率いる科学要塞研究所の内部、そしてグレートマジンガーとミケーネの戦いの最中であった。起動からゴードンヘル戦までの記憶の欠落に困惑を覚えながらも、ミネルバはこの世界の情報を集め始める。そしてわかったのは、ミネルバの知る過去とかなり相似しているものの、Dr.ヘルに殺された人類の数が30億と大幅に減っていること、魔神パワーが6つまでしか確認されていないこと。そして太平洋に落下したはずの甲児とマジンガーZが、さやかたちの必死のサルベージにもかかわらず行方不明となっていることであった。
甲児不在の間、ミケーネとの戦いを繰り広げていた剣鉄也とグレートマジンガーは、既に甲児を超える英雄として世間に認知されていた。激闘で毎度のように瀕死の重傷を負いながらも、半日足らずで回復する鉄也に疑問を抱くミネルバ。さやかから鉄也の戦いについて教わっていた彼女は、グレートと暗黒大将軍が協力して謎のUFO軍団を撃滅したという映像の背景に、行方不明となっていたはずの甲児の姿を見つけた。
アメリカのNASAに設置されたTFO研究所、甲児はそこにいた。久しぶりの再会に駆け寄り、一緒に帰ろうと言うさやかに対し、甲児は衝撃の返事をする。「それはできない。助けてくれたマリアと結婚したから」と。あまつさえ、前回の世界でのミネルバとの約束もマジンガーZの行方も覚えていないという甲児にブチ切れるさやかとミネルバ。特にミネルバの怒りは凄まじく、甲児が製作中だった地球製UFOことTFOを完膚なきまでに破壊し、そして甲児を置いて帰っていった。
怒りを抱いたまま科学要塞研究所に戻った二人を待ち受けていたかのように、ミケーネ七大将軍のジェネラルクラス3体が同時に姿を表した。この事態に対し剣造は、これまで秘密としていた鉄也の回復の謎をみなに打ち明ける。鉄也は回復していたのではなく、出撃のたびに死ぬことを前提に調整されていた戦闘用の量産型クローン人間だったのだ。
一方その頃。甲児はTFO試作二号機の瞬間物質移動システムとステルス機能を使い、ミケーネの居城に潜入しようとしていた。差異次元の記憶からグレートとジェネラルクラスの戦いを知っていた甲児は、居城が手薄になるこのタイミングを狙っていたのだ。そして「何度も世界をやり直した末に」ついに闇の帝王、そして謎の戦闘獣の姿を垣間見た彼は、これまでに何度策を弄しても敵にそれを見破られた理由を察し、取り込まれるのを覚悟の上で再びマジンガーに乗らなければならないという決意を固める。
ジェネラルクラス1体を倒しながらも、既に満身創痍の鉄也。次の鉄也を出すように命令する剣造に、ジュンは鉄也の命を弄ぶ権利はないと詰め寄る。しかし剣造は譲らない。「権利はある。鉄也は私のクローンだ」と。そうしている間にも手足をもがれ、絶体絶命の鉄也とグレートマジンガー。その窮地に現れたのは甲児とTFO試作二号機だった。TFOの自爆と、その隙を突いたグレートの攻撃でジェネラルクラス2体は打ち倒された。直前に脱出していた甲児は、戦闘終了後にみなに土下座して謝罪し、これまでの経緯を語り始めるのだった。
一方、ミケーネの闇の帝王も地獄大元帥というボディを手に入れ、最終決戦を挑んでくる。科学要塞研究所の海底に、秘密裏に建造された空中戦艦サイエンスフォートレス・ラングーンと無敵要塞デモニカ、暗黒大将軍とグレートマジンガー、そして地獄大元帥とマジンガーZの間で壮絶な戦いが繰り広げられるが、地獄大元帥の中枢であるDr.ヘルの精神はマジンガーZに潜むZEROと共闘を図り、マジンガーZEROは甲児を排除、Dr.ヘルと一体化し真マジンガーZERO 地獄（ヘル）モードとなる。暗黒大将軍を討ったグレートマジンガーが救援に駆けつけ、地獄モードを一時は圧倒する。甲児はミネルバXにもう1度、甲児を過去に戻すよう依頼する。
最後の世界。甲児は幼い頃から特殊な子どもであった。通学中の如月ハニーが事故に遇うのを偶然のように防いだり、南米でアステカの星を発掘したり、犯罪集団の証拠を集めて匿名で警察へ連絡したり。十蔵、剣蔵が同行しようとしていたバードス島の遺跡調査も出資者であるDr.ヘルの犯罪歴が明らかになったため中止された。十蔵はマジンガーZを建造するが、甲児の指示で研究所の耐震工事を行っていたため、十蔵が死ぬこともなかった。甲児はマジンガーZに乗り、まだ世界征服の準備中だったDr.ヘルやあしゅら男爵らを倒し、ここに繰り返しの歴史は終わったかに見えた。
時は流れ、十蔵は光子力エンジンの強化試験で被曝し重篤に、剣蔵は建造中の第2マジンガーが「個人が持つには巨大すぎる戦力なのではないか」と国際的に問題視されていた。甲児も「光子力タイムトラベル」の理論を発表するも、誰も再現試験が行えず、世間からはペテン師呼ばわりされるようになった。光子力タイムトラベル公開実験の日、甲児は姿を現さずに失踪した。更に時は流れ、一心不乱に紙に数式を記して何かを計算していた甲児が発見され、保護される。その甲児の前に、若き甲児の姿をしたカウンセラーを自称して現れたのはZEROであった。ZEROは更に遠い未来において、ZEROが神となり、運命の円環が閉じたことを甲児に告げる。甲児はZEROに再びの「やり直し」を提案する。
次の世界では、漫画を原作とするアニメ『マジンガーZ』が世界的に大ヒットし、超ロングランを続けていた。機械獣の襲来も、それを撃退するマジンガーZの活躍も全てはフィクションの中の出来事。ZEROの作りあげた「マジンガー以外の存在を許さない世界」であった。何か忘れてはいけないものを忘れたような生活に甲児は違和感を覚えていた。あんパンを食べていた甲児は、「あんパンを食べる」→「あんこを食べる」→「あんこ食う」→「あんこくう」→「暗黒」→「暗黒大将軍」という連想から、ついに差異次元の知識を思い出す。甲児はネット上に無数に公開されているフリー素材も活用し、「マジンガーZが暗黒大将軍に破れ、グレートマジンガーがそれを救う」というこの世界ではあり得ない作品を造り、ネットで公開する。神聖なマジンガーへの冒涜という反対意見も多かったが、これなら俺のほうが巧いと創作意欲を沸かせる者もいた。そして、剣鉄也、ミネルバXと再会した甲児は再び、地獄モードとの決戦へと時を巻き戻した。
神となったZEROと、マジンパワーを持たないマジンガーZ、グレートマジンガーとの戦いは、ZEROの圧倒的な有利かに思えたが、差異次元からZEROにすらはっきりとは認識できないなにものか、グレンダイザー、
ゲッター1、鋼鉄ジーグ、ライディーン、コンバトラーV、ボルテスV、ザンボット3、ダイターン3、ダイモス、ガンダム(RX-78-2)、イデオン、マクロス（バルキリー）、スコープドッグ、オーガス、レイズナー、ダンクーガ、ガンバスター、エヴァンゲリオン初号機、ガオガイガー、グレンラガン、ジプシー・デンジャー(他多数)といった人々の想像から、『マジンガーZ』から産まれたロボット作品たちのパワーがZEROに挑む。

## 登場人物
担当声優はゲーム作品への客演時の配役。

### 主要人物
「第5巻からの新たな時間軸では」とあるのは、『真マジンガーZERO vs 暗黒大将軍』のコミックス5巻から描かれているエピソードの意。
兜甲児（かぶと こうじ）
声 - 赤羽根健治（『スーパーロボット大戦X-Ω』『機動戦隊アイアンサーガ』）
マジンガーZを造った兜十蔵の孫。様々な理由で起きるマジンガーZの暴走により、兜甲児はマジンガーZのパイロットになれなかったり、マジンガーZの一部に取り込まれたりしている。しかし、第1巻の最後にミネルバXがやりなおした世界で、兜甲児は自分の意志をもってマジンガーZを操縦するパイロットとなる。その姿は漫画・昭和アニメ版『マジンガーZ』同様といえる。
『真マジンガーZERO』の本編以前の戦闘で瀕死の重傷を負い、サイボーグボディに脳を移植するという過酷な状態であり、皮膚などの体表面は空中元素固定装置で生成されている。
続編の『真マジンガーZERO vs 暗黒大将軍』では、復元した肉体への再移植手術により、生身の体を取り戻しているが、引き換えに魔神パワーを発動した際の負荷に耐えられなくなった。
第5巻からの新たな時間軸ではゴードンヘル戦後、光子力研究所に帰還することなく密かに渡米しているため、生身への復元手術は行われていない。また、身体の機械化率も60％と、生身の比率が多くなっている。
ミネルバX（ミネルバエックス）
原型は昭和アニメ版に登場したマジンガーZとほぼ同じサイズの女性型巨大ロボット。本作では人間とほぼ変わらない姿をした女性型アンドロイドとなっており、首から下は昭和アニメ版と同じカラーリングの装甲に似ているが、実は全身スーツであり、スーツを脱ぐと見た目には人間の女性と全く変わらない体をしていた。パートナー回路を搭載しており、マジンガーZに対して深い愛情をもっている。スーパーロボットなので、光子力ビームやルストハリケーン、ロケットパンチなど、マジンガーZと類似した武装を搭載している。光子力の粒子を翼状の形成するフォトンスクランダーにより、空を飛ぶことも可能。
もともとは兜十蔵が開発した施設固定型の光子力通信機であり、それを人型として再構築したのは、通信機の中核部と設計図を盗み出したDr.ヘルである。転送速度が光速を凌駕するフォトンコネクト（光子力通信）により、収集した情報（記憶）を過去の自身へ送信することが可能で、十蔵は彼女からの未来の技術情報をもとにマジンガーZを建造した。そしてマジンガーZの敗北、またはマジンガーZEROにより人類が滅亡するたびに過去に戻り、またその情報をもとにZが建造されるというループを繰り返したため、マジンガーZは世界最強最悪のスーパーロボットとして完成することになる。
それでも、兜甲児がマジンガーZと世界を救うことを信じ続け、何度も過去に戻って救済の可能性を模索し続けている。
兜十蔵（かぶと じゅうぞう）
光子力研究所の地下施設でマジンガーZを建造する狂気じみた科学者。本作では漫画版や『衝撃! Z編』に準拠して、顔に大きな傷のある隻眼の老人。本編中、最初に登場した世界では、自らに作業用のマニピュレータを取り付け改造をほどこし、完全なマッドサイエンティストとしての性格をみせつけている。大抵の世界では息子の剣造や孫の甲児に対する愛情は薄かった模様。
本編中に描写された次元の一つでは、Dr.ヘルを相手に奮闘する甲児やZに対して親愛の情を抱くようになり、ミネルバに過去に戻って、これ以上のZの建造を中止するよう依頼するが、その願いは過去の自身に裏切られることになる。
弓さやか（ゆみ さやか）
声 - 内川藍維（『機動戦隊アイアンサーガ』）
光子力研究所所長をつとめる弓教授の娘。マジンガーZをサポートするアフロダイA、ビューナスA、アルテミスAのパイロット。甲児と高校のクラスメイトである点は漫画版に準拠する。また、露骨に嫉妬するほど甲児に対しても素直に好意を示しており、ゴードンヘル戦後は自他共に認める恋人同士となった。本作ではかなりの秀才で、光子力物理学の博士号を修得している。
ボス
声 - 立木文彦（『機動戦隊アイアンサーガ』）
原典と同じくヌケとムチャを従えて、ボスボロットを操る。本作では作風に合わせてギャグ描写は少なめ（メタフィクション的な発言はする）で、縁の下の力持ち的なポジションで甲児とマジンガーZをサポートしている。ミケーネ帝国の光子力研究所襲撃の際、ボスボロットでアルテミスAと共に奮戦。ミサイルに乗っての特攻攻撃の際に返り討ちにあい撃墜されて死亡した。
第5巻からの次元では、グレートマジンガーにより帝国が撃退されたため3人とも健在。さやかとともに、行方不明となった甲児とマジンガーZの捜索に尽力している。
兜シロー（かぶと シロー）
原典同様に甲児の実弟。ミネルバの繰り返した世界の中では生存率が低く、大抵の世界では何らかの理由により早い段階で死亡している。本作では『真マジンガーZERO vs 暗黒大将軍』において、暗黒大将軍の軍勢による光子力研究所襲撃の際、避難していた部屋の崩落に巻き込まれて死亡。
第5巻からの時間軸では研究所襲撃を生き残り、原作と同じく科学要塞研究所にいるが、よく戦闘獣に人質にされている模様。
弓弥之助（ゆみ やのすけ）
さやかの父で光子力研究所所長。原典同様にマジンガーZの整備や修理を請け負っており、Dr.ヘルとの戦いにおいては陣頭指揮を担った。対ヘル戦後、生き残った世界の人々達の選挙により世界大統領に就任して、復興の陣頭指揮を執るものの、ミケーネ帝国の研究所襲撃にて自身も銃を持ち抵抗したが、力及ばず戦闘獣2機を巻き込んだ自爆にて戦死する。
第5巻からの新たな時間軸では、前述の研究所襲撃をグレートマジンガーが撃退したため、研究所は全壊するものの主要スタッフは全員健在である。覚醒したミネルバに、ゴードンヘル戦のVTRを閲覧させて、彼女の状況把握に助力する。
三博士（さんはかせ）
他の作品同様に、光子力研究所に所属するのっそり博士、もりもり博士、せわし博士をまとめて三博士と呼称する。詳細なプロフィールは描写されていない。研究所でマジンガーZの整備や修理、改良に携わっている。
弓教授をフォローして、Dr.ヘル戦も生き残るが、『真マジンガーZERO vs 暗黒大将軍』で、もりもり博士は人質にされて非業の死を遂げ、せわし博士、のっそり博士も光子力研究所襲撃の際に死亡した。第5巻からの次元では全員襲撃を生き残り健在。
剣鉄也（つるぎ てつや）
声 - 家中宏（『機動戦隊アイアンサーガ』）
グレートマジンガーのパイロット。兜剣造は鉄也を切り札と称していた。容姿や性格面は基本的に原典である『グレートマジンガー』に準じるものの、OVA『マジンカイザー』で見せた好青年的側面は皆無で、TV版初期や桜多吾作版のように好戦的な側面が多く、原典と異なりマジンガーZを見下した言動が多い。第6巻での別世界で現れた時や『対暗黒大将軍』第2巻のコミックでの次回予告では「戦闘のプロ」と称されている。また、マジンガーZEROとの決戦時には「プロ勇者」と自称した。
第5巻からの新たな時間軸では、その正体は操縦者に強烈な負担を強いるグレートマジンガーのパイロットとして、強敵ミケーネ帝国との激しい戦闘による負傷、重傷を乗り越えるよう兜剣造が産み出した量産クローン人間であり、遺伝子操作や年齢操作なども行われている。記憶の引き継ぎも行われているため、本人には自覚はなかったが、瀕死の重傷を受けても一晩で完治するので薄々気づいており、真相を明らかにされてもショックはなく、脆弱な肉体や死の呪縛から解放された「戦闘のプロ」としての喜びのほうが大きかった。むしろ、クローン体としてのオリジナルが兜剣造であることに驚愕し、試作体が科学要塞研究所の所員としてグレートマジンガーの整備に従事していたため、整備の不備を厳しく当たったことのほうがバツが悪そうであった。
兜剣造（かぶと けんぞう）
十蔵の息子であり甲児の父親、そして偉大な勇者「グレートマジンガー」の生みの親である。『真マジンガーZERO』では殆どの世界で死亡してしまうが、ミネルバにより繰返された世界には「マジンガーZが自我を持つ前の世界」もあり、その1つの世界でZが機械獣に敗れた際に甲児を助け出し、グレートマジンガーに搭乗させようとした。しかしミネルバはその邂逅を知ることなく十蔵の遺志に従って再び世界をリセットさせてしまったため、それ以降の紙面上では『真マジンガーZERO vs 暗黒大将軍』まで登場することはなかった。
『vs 暗黒大将軍』での再登場時は、映画『マジンガーZ対暗黒大将軍』と同じ姿の預言者として現れ襲い来るミケーネ帝国のことを警告している。
光子力研究所襲撃の際、マジンガーZ救出のために科学要塞研究所を浮上させる。グレートマジンガーの指揮を執るが、マジンガーZEROにより引き起こされた地殻変動により研究所ごと爆散する。
第5巻からの新たな時間軸では、試作中のグレートマジンガーに搭乗した際の負担に身体が耐えられず、サイボーグのボディとなっており、剣鉄也の量産クローンのオリジナル体でもある。
炎ジュン（ほのお ジュン）
『真マジンガーZERO vs 暗黒大将軍』で初登場。容姿は原作に準拠しており、褐色の肌を持つ女性であるが描写が少なく、詳細なプロフィールは不明。ロボットには搭乗せず、科学要塞研究所で剣造の補佐を担う。今わの際まで鉄也に「成すべきことをして」という言葉を届け、剣造とともに科学要塞研究所の爆散により死亡。第5巻からはビューナスA mk-II（マークツー）に搭乗して、グレートマジンガーのサポートや戦闘獣に人質にされることの多い、シローの救助を担っている。鉄也を慕っており、量産兵器として扱われている彼の境遇に心を痛めている。
グレース・マリア・フリード
『真マジンガーZERO vs 暗黒大将軍』第5巻の世界でゴードンヘル戦後に海岸に流れ着いた瀕死の兜甲児を救った。その後、共に渡米してNASAでTFOの開発に協力しており、甲児がミネルバとさやかに見つかるまでには結婚していた。甲児はさやかにフリード星の超技術を入手するための偽装結婚であると釈明しているが、マリアの方はまんざらでもなく、甲児に対してそれなりに好意を抱いている。
その正体は、兄、宇門大介（うもん だいすけ）/デューク・フリードと共に地球外からやってきた異星人である。
宇門大介（うもん だいすけ） / デューク・フリード
『真マジンガーZERO vs 暗黒大将軍』第5巻で登場。妹マリアと共に異星人である正体を隠し、地球人として居住している。地球に飛来した円盤の大軍勢を単身グレンダイザーで迎え撃とうとしたものの、その前にグレートマジンガーと暗黒大将軍が共闘で撃退している。自身も出生を偽った素性からか、甲児の軽薄な態度の裏に真意が隠されていることを察している。

### 悪役
Dr.ヘル
機械獣と呼ばれる巨大ロボット群を使い世界侵略を企てるマッドサイエンティスト。研究者のイメージには似つかわしくない強靭な肉体を持ち、機械道空手を操る拳法の達人でもある。「この21世紀に世界征服などという妄言」と言うアメリカ大統領に対し「漢ならば世界征服こそ夢!」と言い放つ強者。
機械道空手の元ネタは『バイオレンス・ジャック』で永井豪が『マジンガーZ』のセルフパロディーを用いて描いた鉄の城編にて、独田地獄斎が極めた拳法。
あしゅら男爵（あしゅらだんしゃく）
ヘル配下の合成人間。劇中中盤で頭部のみになるが機械獣「あしゅら男爵」の頭脳となってマジンガーZに勝負を挑む。『衝撃! Z編』とは違い、合成前の過去は描かれていない。『真マジンガーZERO vs 暗黒大将軍』では、ゴードンヘル戦後の次元融合で、差異次元のあしゅらが意識もなく半身が壁に埋まった状態で本編の次元に登場。ミケーネ帝国に回収され、降臨の儀の道具として使用されようとしたが、その後については描写がなく処遇は不明。
ブロッケン伯爵（ブロッケンはくしゃく）
ヘル配下の改造人間。劇中終盤では甲児に首だけ「人質」にされてしまう。Dr.ヘル戦後も首だけで生き残り、『真マジンガーZERO vs 暗黒大将軍』第1巻では博物館の展示物の一つとして展示され、見学に訪れていた子ども達におもちゃにされていた。展示の説明で元ナチスの軍人という過去が明かされた。その後、ミケーネ帝国に回収され、あしゅら同様に儀式の道具として使用されていたが、その後の処遇は不明。
闇の帝王
これまでの作品同様にミケーネ帝国の帝王であり、炎のような描写の正体不明の存在。かつてのマジンガーZとゴードンヘルの激戦を「男と男の戦い」と心酔しており、それに疑問を呈した暗黒大将軍に対して怒りを発露している。
真の目的は不明ながらも、マジンガーZを強奪するべく、戦闘獣の軍団を光子力研究所に差し向ける。
本作では明確に正体が明かされており、マジンガーZの光子力ビームにより1万年前にタイムスリップした、Dr.ヘルであることが明かされた。
暗黒大将軍
闇の帝王に仕えるミケーネ帝国の将軍。根っからの武人であり、巨大な大剣を振るいながらグレートマジンガーと互角の剣技を誇る。その腕の一振りは戦闘獣の頭を千切り飛ばす程の怪力。マジンガーZ救出に現れたグレートマジンガーと一対一の決闘を挑んだが、対決の最中に魔神として覚醒したマジンガーZEROに大剣を砕かれて一蹴された。最後の一太刀をZEROに加えるものの、その直後、至近距離からの光子力ビームを受けて消滅。その時の言葉が「また、あいまみえよう」と世界がループしていることを知っている節がある。
第5巻からの次元でも、ミケーネ帝国の将軍としてグレートマジンガーと激闘を繰り広げている。月面での決闘の際には、襲来した円盤軍団をグレートと共闘して撃退した。
地獄大元帥
その他の作品では、グレートマジンガーに倒された暗黒大将軍と入れ替わる立場で登場するが、本作においては実体を持たない闇の帝王のボディとして登場し、「地獄大元帥」を名乗る。光子力エンジンを搭載し、第5の魔神パワー「変態」までを発動したマジンガーZと互角の戦いを展開する。また、闇の帝王が納まっているコクピット部分は分離して、Zにパイルダーオンすることも可能である。
マジンガーZとの戦闘中、マジンガーZEROに共闘を呼び掛け、それに応える形でZEROは甲児の乗ったジェットパイルダーを強制射出すると、コクピットをボディから分離させ、Zにドッキングする。この形態は、第6巻巻末の予告カットで「真マジンガーZERO 地獄（ヘル）モード」と記されている。
七つの軍団
ミケーネ帝国の敵ロボット群は、甲児により「戦闘獣」と名付けられ、敵側はその呼称を気に入り、そのまま使用している。特性により7つの軍団に分類されて、地上を侵攻する。軍団長は「ジェネラルクラス」と呼称され、通常の戦闘獣よりも高性能で強力な戦闘力を誇る。Dr.ヘル軍団の純粋なロボット群である機械獣と異なり、ロボットのボディにミケーネ人の脳を移植したサイボーグともいえる存在である。ボディのどこかに必ず人間の顔の部分があり、会話や意志疎通が可能となっており、そこが弱点になっている。ジェネラルクラス以外の戦闘獣の戦闘力自体は強力ではあるものの、機械獣とそこまで変わるものではない。超合金Zを弱体化したり真光子力バリアを中和する等、対マジンガーZや対光子力研究所の機能に特化している。各々が強力な再生（復元）機能を備えており、撃破するにはブレストファイヤーやルストハリケーンで、全身を一瞬で消滅させるか、サンダーブレーク等で生身である脳に直接影響を与える攻撃が有効である。
怪鳥将軍バーダラー
地球を7周半するような高速空中戦をグレートマジンガーと繰り広げ、ついには成層圏で討たれる。対したグレートマジンガーの損害も大きく、剣鉄也も重傷を負い死亡するが前述のように量産クローン人間として次の剣鉄也に引き継がれる。
猛獣将軍ライガーン、超人将軍ユリシーザー、大昆虫将軍スカラベス
3体、同時に攻めてきた。死闘の末、剣鉄也51号の命は奪うものの、剣鉄也52号に討たれる。

ゴーゴン大公
原典同様に巨大な虎の背中に人間の上半身を乗せた容姿となっている。巨大な戦闘獣の中では珍しく小型（それでも大型の虎並サイズ）なので、帝国の尖兵として先行して地上に侵入するなどの任務を担っている。マジンガーZEROに一蹴された暗黒大将軍の身を案じるが、ZEROとグレートの戦闘の余波に巻き込まれて消滅。

## 登場マシン
マジンガーZ
兜十蔵が建造したスーパーロボット。
ミネルバXからの未来情報を取り込んで建造が重ねられていき、最終的に世界最強のスーパーロボットとして完成した。基本的に人間が搭乗して操縦する有人型であるが、本編以前の世界によってはAIによる無人操縦で運用された世界も存在する。
他の『マジンガーZ』の漫画版やアニメ版と異なり、『マジン・サーガ』のZのように人間のチャクラ思想を思わせる7つのブラックボックスが存在し、これは「魔神パワー」と呼ばれ、7つの魔神パワーの全ての封印が解放されると、世界を滅ぼす魔神と化し、人類を滅亡させてしまう点にある。1巻最後にミネルバXがやり直した世界で、兜甲児が自分の意志を持って操縦できるマジンガーZとなる。魔神化以外にも、ミネルバXによってやり直された世界で、マジンガーZのデザインは微妙な変化を見せている。1巻では胸の放熱板が尖って目に縁取りのない昭和アニメ風、1巻最後から始まるメインストーリーでは『衝撃! Z編』で採用されている漫画版風。また、ミネルバXが経験した他の世界のマジンガーも、胸の放熱板や胸パーツの形状が変わっている。
『真マジンガーZERO』では6番目までの魔神パワーを使い、宿敵ゴードンヘルを撃退し平和な世界を勝ち取るが、続く『真マジンガーZERO vs 暗黒大将軍』で、新たな敵「ミケーネ帝国」の戦闘獣に超合金Zを弱体化され、手術により甲児が生身の身体に戻っていたため魔神パワーも使えず敗北してしまう。
その後、救出に来たグレートマジンガーの凄まじいパワーに共鳴し、Zは甲児の意思と関係なく魔神パワーを発動、暗黒大将軍を軽くあしらうと、標的であるグレートとの戦闘を開始する。グレートとの戦いが続く中、ついにZは7つの魔神パワー全てを解放し、幾度も世界を滅ぼしてきた破壊の魔神「マジンガーZERO」として覚醒してしまう。
『真マジンガーZERO vs 暗黒大将軍』第5巻からの新たな次元では、ゴードンヘルとの戦闘に勝利するも、そのまま洋上へ落下。甲児と共に行方不明となった。全身を鎖と包帯のような拘束具に拘束され、サイエンスフォートレス・ラングーンの格納庫に封印されていたが、ミケーネ帝国との決戦にて復活。地獄大元帥を終始圧倒するものの、闇の帝王の呼び掛けによりZEROが覚醒し、甲児のジェットパイルダーを排除すると、闇の帝王を受け入れ、真マジンガーZERO 地獄モードに変態する。
魔神パワー
パイロットの任意で発動可能だが、パイロットの意思とは関係なく発動する場合もある。発動すると機体の機動性や運動性能、超合金Zの剛性までも飛躍的に向上するが、通常の生身の人間では耐えられないほどに負荷が激増する。また、第1、第2、第3と発動される毎に、その都度戦闘力が向上するような描写がある。性能をフルに発揮するには、体をサイボーグ化するかDNA改造により肉体を強化する等の特別な処置を施す必要がある。
第1の魔神パワーは「再生」、第2は「吸収」、第3は「強化」、第4は「高次予測」、第5は「変態」、第6は「因果律兵器」、第7が「魔神化」である。解放は必ず第1から順番に行われ、いきなり第2以降のパワーが解放されることはない。ただし、状況やパイロットの精神状態次第では第1から第7まで一気に解放される場合もある。「魔神化」の発動条件について兜剣造は、「敵も味方も関係なく、マジンガーZ（ZERO）が自身の存在を脅かす脅威を察知したときに発動」するのではないかと推察している。
1. 再生：どのような損傷状態（欠損してても）でも、一瞬にして全身が修復（再生）する。
2. 吸収：敵の放ったエネルギー等を吸収して、自己のものとできる。
3. 強化：動力炉の耐久力や出力を上げたり、武装の威力を強化するパワーアップ。複数回使用の「重ねがけ」や、後述の「変態」との併用使用も可能。
4. 高次予測：敵や物事の挙動を、限りなく100％に近い確率で予測できる。
5. 変態：機体の一部を変態させて、武装を追加する。本編でのアイアンカッターやサザンクロスナイフ、ドリルミサイル等はこの魔神パワー発動にて搭載された。この魔神パワーで搭載された兵器類は発動終了後も、そのままZに搭載されている。ただし、威力は大幅に低下している。
6. 因果律兵器：これまでの差異次元での事象や結果等との因果を紡ぎ、現時点の次元に発現・発動させる兵器。わかりやすく例えると、1%でも勝利する可能性があればその結果を無理やり引き出す事ができる。ただし、最初から0%の可能性は引き出せない。また、ZEROの予測を越えた未知の出来事・存在に対しては効果を発揮できないが、ZERO自身が強すぎるため、弱点になってない。
7. 魔神化：ZEROとしての自我を発現し、コクピットに搭乗しているパイロットを内部に取り込み、全身の意匠も禍々しく変態する。また、パイロットの精神にも浸食して攻撃性を高める。武装も地形を変えたり、地球を貫くほどの威力を有するまでに著しく強化される。

これまでの数多の差異次元から導かれる究極的な確度・精度を持つ未来予想「高次予測」と、同様に差異次元での現象や事象との因果を結び、現次元に発現させる「因果律兵器」の存在がマジンガーZを世界最強とたらしめている。「再生」「吸収」「強化」「変態」は剣造により解析され、完全な制御のもとにグレートマジンガーにも搭載されているが、「高次予測」と「因果律兵器」の二つの稼働原理は、彼の頭脳をもってしても解析不能である。ちなみにグレートマジンガーの「再生」については、空中元素固定装置の応用であることが、本編中の剣鉄也の台詞から明らかになっているが、マジンガーZのそれについては如月ハニーは「空中元素固定装置の現象に似ているけど違うわ」と言及している。

ホバーパイルダー
原典と同じく、マジンガーZのコクピットとなる飛行艇。外装は超合金Z製で、人間サイズの機械獣であれば、翼によって容易に切断できるほどの強度だが内装は超合金Zではなかったので、激しい戦闘で操縦桿が折れてしまう。後に内装の金属も全て超合金Z製に換装された。
ジェットパイルダー
『真マジンガーZERO VS 暗黒大将軍』第6巻から登場。原典と同様にホバーパイルダーをジェット化したことにより、機動力が向上している。また、魔神化対策として、フリード星の超技術である瞬間物質転送機（ハイパードライブ）が導入されており、甲児の体内に生成されたチャクラを体を傷つけることなく、体外に排出可能となっている。

マジンガーZERO（マジンガーゼロ）
マジンガーZが自我を持ち、魔神パワー全てを解放して魔神化した姿。『真マジンガーZERO』の作品内ではミネルバXが「世界を滅ぼす魔神」とだけ称していたが、続編で覚醒したZERO自らが存在（名称）を明確に明かしている。この呼称はミネルバXも劇中の世界において初めて聞いたようで、他の登場人物同様に驚愕の表情を浮かべていた。発声はせず、自分の意志を自らの周囲に光の文字として表示する。ジェットスクランダーがZや0（ゼロ）の形状に変態し、その上に乗ることで空中での浮遊も可能となっている。
マジンガーZERO 地獄（ヘル）モード
『真マジンガーZERO VS 暗黒大将軍』第6巻で登場。頭部にパイルダーではなく、地獄大元帥の本体である闇の帝王が納まったコクピットがドッキングした形態。全身の意匠は禍々しく変態し、闇の帝王（Dr.ヘル）の欲望により、その持てる性能を一切の制約なく発揮できるため、絶大な戦闘力を発揮する。機械道空手は、機械道魔神空手へとパワーアップし、地球と月を同時に両断するほどの破壊力を持つ。ミネルバによる甲児の光子タイムスリップを妨害しようとしたが、グレートマジンガーにより阻止され、甲児は次の次元へと転生を果たす。
アフロダイA（アフロダイエース）
弓教授が建造した女性型の戦闘用ロボット。主武装はバストから発射するミサイル。パイロットは弓さやか。
マジンガー軍団
Dr.ヘル率いる機械獣大部隊との総力戦「魔神大戦」のために建造された、マジンガーZに比類する能力を持つスーパーロボット軍団。ミリオンα中隊（12機）、バイオンβ大隊（36機）、ダイオンγ連隊（108機）、ビューナスAにより構成され、日本本土防衛のために奮闘する。個々の性能は標準的な機械獣を上回っているが、圧倒的な物量差により、そのほとんどが大破した。
ビューナスA（ビューナスエース）
アフロダイAの後継戦闘型スーパーロボット。主兵装は両腕に装備されたフィンガーミサイルとZカッター。パイロットは弓さやか。
ミリオンα（ミリオンアルファ）
マジンガー軍団を構成するスーパーロボット。主兵装は顔面から発射する光子力電磁砲、両肩のミサイルランチャー、両腕に装備された槍。中隊長機のパイロットは双子の美人姉妹・ロール中尉とローリィ中尉。
バイオンβ（バイオンベータ）
マジンガー軍団を構成するスーパーロボット。主兵装は胸部から発射するルストハリケーン、両肩のミサイルランチャー。大隊長機のパイロットは東しゅん中尉。
ダイオンγ（ダイオンガンマ）
マジンガー軍団を構成するスーパーロボット。主兵装は背中のウィングが左右に展開して発射するブレストファイヤー、両肩のミサイルランチャー。連隊長機のパイロットは大出政雄少佐。

アルテミスA（エース）
光子力研究所の三博士がビューナスAをベースにアフロダイAのパーツを流用し、ミネルバ発案の新技術を加えて建造した弓さやか専用の新型機。『マジン・サーガ』に出てきたアフロダイAと同様のトレース型操縦方式を採用している。コクピット内は衝撃吸収材・神経物質伝導体である特殊な液体で満たされており、呼吸可能な酸素が含まれている。ボンデージ風の露出度の高い専用スーツを着用して神経チューブを身体各所（脊髄×4本、バスト×2本、性器、肛門）に接続することで搭乗者の意思のままに動かせる。主兵装はバストのミサイル、両手両脚に装備されたZカッター。続編『真マジンガーZERO VS 暗黒大将軍』ではさらに強化され新たにアルテミスアローを装備。
アイアンZ
マジンガーZを造る以前に兜十蔵が製造したロボット。ダイヤモンド・ナノロッド凝集体以上の特殊装甲を装備。パイロットの搭乗しない自立型。
エネルガーZ
マジンガーZを造る以前に兜十蔵が製造したロボット。日本の総電気使用量1週間分を瞬時にまかなう新型発電炉を装備。パイロットの搭乗しない自立型。
グレートマジンガー
この作品においては幾つものグレートマジンガーが存在する。
まず『真マジンガーZERO』本編の時間軸以前の世界で兜十蔵の息子である兜剣造が父を超えるために独自に製造した「マジンガーを超えるマジンガー」と銘打ったスーパーロボット。その姿は原作版に近い。この世界においては正規のパイロットは兜甲児であり、原作『グレートマジンガー』での正規パイロットの剣鉄也は機体を慣熟させるためのテストパイロットだったが、登場直後にミネルバXが世界のやり直しを行ったため、本編の世界軸では剣鉄也は搭乗しない。
次に続編『真マジンガーZERO vs 暗黒大将軍』において登場する機体。こちらは別世界から本編世界へ現れた甲児の父・兜剣造の手によって、対ミケーネ帝国戦における切り札として彼が極秘に製造していたスーパーロボットで、マジンガーZの兄弟機。その姿はマジンガーそのものであり、それを目撃したミネルバXは『私の知らないマジンガー』と驚愕を顕にしていた。
ミネルバXが目撃した際には準備が整っておらず、出撃までにはある程度の時間猶予が必要であったが、敗北したZの救出を余儀なくされ緊急出撃し、ついにその全貌を現す。Zの持つ魔神パワーの「再生」「吸収」「強化」「変態」の4つを搭載しており、通常状態のZを凌駕する性能を持つ。装甲は分子構造変更が可能な超合金ニューZ製で、戦闘獣が超合金Zを弱体化させた攻撃も無効化出来る。
出撃後、戦闘獣や暗黒大将軍との戦いを繰り広げるが、その後魔神パワーの暴走したZとマジンガー同士の戦闘に陥り、魔神化してしまったマジンガーZEROの攻撃を受け中破してしまう。
そして、グレートとZEROの戦闘中に甲児が「どの世界でもぶつかり合うが、Zとグレートは最後に必ず並び立ち強大な敵に立ち向かっていく」と語っており、差異次元で多数の鉄也やグレートマジンガーが存在していることが明らかとなる。
『真マジンガーZERO vs 暗黒大将軍』第5巻からの次元においても、行方不明となった甲児とマジンガーZの後を継ぐ形で、出現したミケーネ帝国と激戦を繰り広げているが、剣造の発言によると真偽は不明ながら魔神パワーはいずれも未解明で、作中でも戦闘中の損傷が再生しない等、この次元の本機は魔神パワーを搭載している描写はされていない。
グレートブースター
原典では番組後半に登場したグレートの合体式パワーアップパーツ。合体すると機動力が向上し、超スピードで敵に迫り、ブースター本体を敵にぶつける突貫兵器である。当作品においても従来は同様の仕様であるが、甲児曰く「ZEROの予測を超えた世界」では搭載された2連装の光子力エンジンを解放し、グレートに備わっている4つの魔神パワーをフルブーストさせる機能を搭載しており、これが解放されるとグレートマジンガーは後述される「グレートマジンカイザー」へとパワーアップする。マジンガーZEROとの決戦時、鉄也の強い要請により運用テストも不完全なまま実戦に投入された。
『真マジンガーZERO vs 暗黒大将軍』第5巻からの次元においては、怪鳥将軍バーダラーとの戦闘で使用。地球を7周半するような高速空中戦を繰り広げ、ブースターの衝角攻撃により止めを刺す。マジンガーZERO 地獄モードとの決戦時にも投入され、サンダーブレークによる電撃を纏って突貫するという戦術で闇の帝王を驚愕させるが、魔神として覚醒したZEROに対しては効果は薄く、そのまま吸収された。
グレートマジンカイザー
グレートマジンガーがグレートブースターと合体（融合）して誕生する「偉大な勇者を超えた偉大な皇」。前述のブースターのブースト機能により、超合金ニューZは超合金ニューZα（アルファ）へ、全身もより攻撃的な形態へと変態する。
意匠はゲームやOVAに登場する「マジンカイザー」と似ている箇所が多く、武装の一部もマジンカイザーと同じ名称となっている。最も異なるのは胸部の放熱板と背中のウイング形状。戦闘力は極めて高く、武器を使用するとZERO同様に地形を変えるほどの威力を発揮する。ZEROの魔神パワー「高次予測」と「因果律兵器」での解析が完了するまでは、ZEROと互角の戦いを繰り広げた。
武装は「ターボスマッシャーパンチ」、「ギガントミサイル」、「グレートトルネード」、「グレートブラスター」、「ゴッドサンダー」、「カイザーソード」の6つは明らかになっているが、グレートブーメランやキック系の武器は使用していないため全貌は不明。
さやかとミネルバが搭乗したアルテミスAをZERO（コクピットの甲児）に接触させるための囮となり、近接距離からのブレストファイヤーで胸部から下を喪失するも、その直後に頭突きによってパイルダーのキャノピーを粉砕、最後の仕事を成し遂げた後に行動不能となった。
TFO
『真マジンガーZERO vs 暗黒大将軍』第5巻からの新たな時間軸でのゴードンヘル戦後、渡米した甲児がNASAで開発した円盤型飛行機。フリード星の超技術が導入されている。デザインも『UFOロボ グレンダイザー』に登場したものとほぼ同じ。さやかとともにNASAに訪れたミネルバXが前次元での約束を忘れ、軽薄な態度を示す甲児に怒って破壊してしまう。本作では、ダブルスペイザーをスケールダウンしたデザインで、フリード星の技術がより導入され、非常に高いステルス機能や、宇宙での惑星間航行を可能とするハイパードライブ機関を転用した、瞬間物質転送機能を搭載する2号機も登場。
宇宙の王者
『真マジンガーZERO vs 暗黒大将軍』第5巻にて、シルエットのみがデューク・フリード（宇門 大介）の回想で登場。第6巻でも登場するが、名称にはモザイク処理が施され、絵はホワイトで暈されて明確な登場はしなかった。マジンガーZと地獄大元帥との戦闘に介入しようするが、マジンガーZやグレートマジンガーを上回る「宇宙の王者」であり、本機とZの邂逅は魔神化の引き金になるとミネルバは制止、警告した。
ゴードンヘル
Dr.ヘルが、地球征服後に宇宙への侵攻を見越して建造した銀河系強奪超ド級機械獣。その全長は十数kmにも及び、脚部が地面に付いただけで周辺にマグニチュード11.2もの震動を起こすほどの巨大なロボット。その巨体ゆえに、単なるパンチや手に持つ剣が強力な質量兵器となる上に、全身の至るところに機械獣や武器が搭載されており、魔神パワーを発動したマジンガーZですら接近は困難である。
第1巻の時点から登場していたが、この時はマジンガーZEROのダイナミックファイヤーで地球ごと焼き消された。
サイエンスフォートレス・ラングーン
『真マジンガーZERO vs 暗黒大将軍』第5巻からの科学要塞研究所の海底に、秘密裏に建造された空中戦艦。戦艦出撃の際、科学要塞研究所はそのままメインブリッジとなる。ゴードンヘル戦後に消息不明となっていたZは、この戦艦の中に封印されていた。ミケーネ帝国との決着をつけるために出撃し、無敵要塞デモニカと壮絶な砲撃戦を展開、双方ともに大破沈没した。
機械獣あしゅら男爵
重症を負ったあしゅら男爵を制御コアとして埋めこんだ機械獣。マジンガー軍団から回収した超合金Ｚを50％使用している。ニードル発射や左右に分離してのプレス攻撃などの武装を持つ。『真マジンガーZERO』本編の時間軸以前にも「ジェットファイアーP1」名義で登場しており、マジンガーＺを完全に破壊する。

## 用語
空中元素固定装置
原典は「キューティーハニー」に登場する、空中に分子の形で存在する元素を選り分けて随意に結合させ、あらゆる物質を作り出す装置。この装置により、魔神パワー「再生」はいかなる損傷や欠損状態からでも、完全に修復（再生）することが可能となっている。サイボーグ体の甲児も同じ装置を搭載しており、ハニーフラッシュならぬ「マジンフラッシュ」にて、身体の損傷を修復したり、コスチュームの変更ができる。稼働に必要なエネルギーは、如月ハニーからも供給できる。
光子力物理学
原典ではマジンガーZを稼働させるエネルギーとして設定された「光子力」であるが、この作品では物理学の一つとして確立されている。兜十蔵や剣造、弓弥之助はこの物理学を修めており、さやかも博士号を修得している。甲児は専門的には修学していないが、差異次元の自身からの知識共有により、一度聞いただけで理論を理解しており、Dr.ヘル戦後に生き残った学生達にさやかとともに教鞭を揮っている。
差異次元
ミネルバXや、その他の要因により世界がリセットされる毎にその都度並行世界が生成され、差異次元として影響を与えあっている。次元により経過した時間や事態の展開が異なるため、本編中の次元では破壊されたものが差異次元では健在だったり、本編の次元では破壊不能だった超合金ニューZが破壊可能な次元も存在する。魔神パワー「因果律兵器」は、その異なる次元との因果を紡ぐことで、本来破壊不可能な物質でさえも破壊できる。ただし、あまりにも出現が希少な因果（例：グレートマジンカイザーや超合金ニューZα等）を紡ぐのには、マジンガーZEROでもある程度の時間が必要。
真光子力バリア
ミネルバXをコアとすることにより展開する、従来の光子力バリアより強力なバリア。地形をも変える程のゴードンヘルから直接攻撃やマジンガーZとの戦闘の余波に耐えて、最後まで研究所を守り抜いた。後にミネルバ抜きでも、光子力エンジンを3機投入して、同程度の強度を持つバリアの開発に成功するが、機械獣より強力で科学力の高いミケーネ帝国の戦闘獣相手には効果は薄く、容易に突破される。
次元融合
Dr.ヘルの侵攻により、世界的規模で地形や地表、街並みや環境インフラ等は壊滅的なダメージを被ったが、ゴードンヘルとの決戦後に差異次元に存在したものと融合することにより、各国主要都市は奇跡の復元が行われた。ただし復元率は地域によって異なり、戦乱の犠牲者は復元していない。
バードスの杖
Dr.ヘルが所有するAIを自在に支配できる杖。劇中の世界ではAI搭載の無人兵器が常態化しており、世界各国の主力兵器は、この杖により無力化された。
フォトンコネクト（光子力通信）
光子力を使用した通信形態の一種。また、科学要塞研究所では光子力衛星とのリンクにも使用されている。転送速度は光速を超えるため、ミネルバXは過去の自身に情報を送信できる。
魔神大戦
本編以前にアジア大陸上空で行われた、Dr.ヘルの機械獣軍団とマジンガー軍団との総力戦。圧倒的な物量差でマジンガー軍団はほぼ壊滅するものの、終盤ダイオンγ隊による空からのブレストファイヤーの一斉発射にて、機械獣軍団も壊滅状態に陥り、関東周辺を光子力バリアで包み込むための時間稼ぎには成功した。この大戦にて、甲児はヘルとの肉弾戦による一騎討ちで瀕死の重傷を負い、光子力研究所の面々の必死の治療によりサイボーグ手術が行われた。後日、取材を受けた甲児も感心するほどに再現されたドキュメント映画化され、生き残りの市民達の意気高揚のためにイベントで上映されている。

## 書誌情報

### 秋田書店
- 原作：永井豪、脚本：田畑由秋、作画：余湖裕輝 『真マジンガーZERO』 秋田書店〈チャンピオンREDコミックス〉、全9巻
  1. 2009年9月18日発売[7]、ISBN 978-4-253-23354-5
  2. 2010年3月19日発売[8]、ISBN 978-4-253-23355-2
  3. 2010年8月20日発売[9]、ISBN 978-4-253-23356-9
  4. 2011年1月20日発売[10]、ISBN 978-4-253-23357-6
  5. 2011年6月20日発売[11]、ISBN 978-4-253-23358-3
  6. 2011年11月18日発売[12]、ISBN 978-4-253-23359-0
  7. 2012年4月20日発売[13]、ISBN 978-4-253-23360-6
  8. 2012年9月20日発売[14]、ISBN 978-4-253-23407-8
  9. 2012年12月20日発売[15]、ISBN 978-4-253-23408-5
- 原作：永井豪、脚本：田畑由秋、作画：余湖裕輝 『真マジンガーZERO vs 暗黒大将軍』 秋田書店〈チャンピオンREDコミックス〉、全8巻
  1. 2013年4月19日発売[16]、ISBN 978-4-253-23501-3
  2. 2013年9月21日発売[17]、ISBN 978-4-253-23502-0
  3. 2013年12月20日発売[18]、ISBN 978-4-253-23503-7
  4. 2014年4月18日発売[19]、ISBN 978-4-253-23504-4
  5. 2014年9月19日発売[20]、ISBN 978-4-253-23505-1
  6. 2015年4月20日発売[21]、ISBN 978-4-253-23506-8
  7. 2015年9月18日発売[22]、ISBN 978-4-253-23507-5
  8. 2016年1月20日発売[23]、ISBN 978-4-253-23508-2

### 小学館（愛蔵版）
チャンピオンREDコミックス版の全9巻分のカバーイラストや扉絵などのカラーイラストを各巻末に収録。愛蔵版表紙カバーは4巻とも余湖の描き下ろし。
- 原作：永井豪、脚本：田畑由秋、作画：余湖裕輝 『愛蔵版 真マジンガーZERO』 小学館 全4巻
  1. 2021年12月23日発売[24]、ISBN 978-4-7780-3853-3
  2. 2022年1月28日発売[25] ISBN 978-4-7780-3854-0
  3. 2022年2月25日発売[26] ISBN 978-4-7780-3855-7
  4. 2022年3月25日発売[27] ISBN 978-4-7780-3856-4

  - 第4巻の巻末には脚本：田畑、作画：余湖による番外編の新作エピソード（全16頁）を収録。

## ゲーム
ロボットアニメが多数登場するシミュレーションゲーム「スーパーロボット大戦シリーズ」に、「真マジンガーZERO vs 暗黒大将軍」名義で本作の機体・キャラクターが登場している。
- スーパーロボット大戦V（2017年2月23日発売、PlayStation 4 / PlayStation Vita）
- スーパーロボット大戦X（2018年3月29日発売、PlayStation 4 / PlayStation Vita）
- スーパーロボット大戦X-Ω（2018年追加登場、iOS / Android）